# Schloss Wrisbergholzen

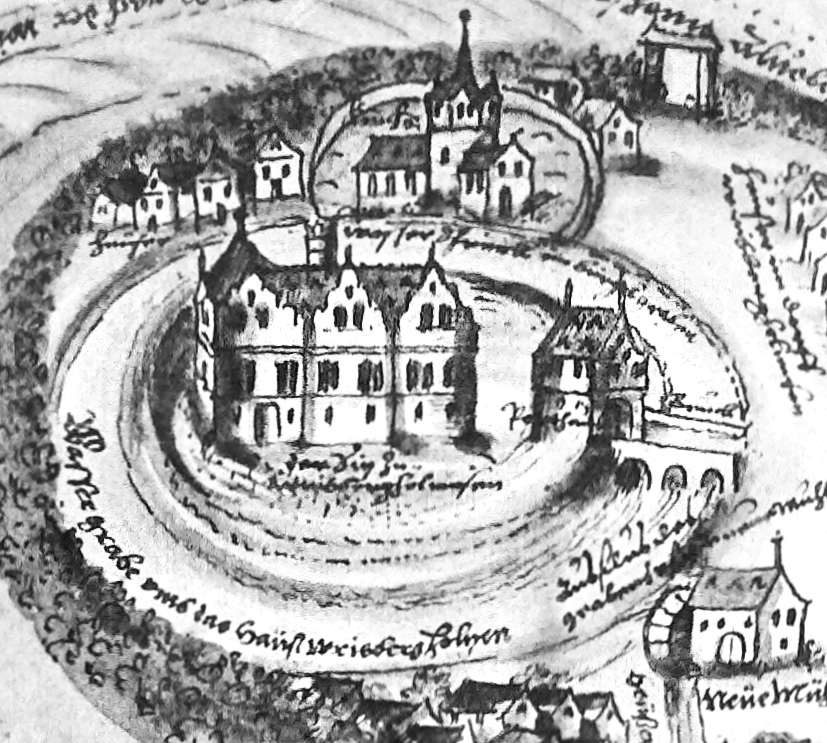
Burg Wrisbergholzen, Vorläuferanlage des Schlosses im Jahr 1589 mit Burggraben und Torhaus, dahinter die St.-Martins-Kirche und rechts eine Wassermühle

Schloss Wrisbergholzen ist ein Schloss im Ortsteil Wrisbergholzen der Gemeinde Sibbesse in Niedersachsen. Es wurde zwischen 1740 und 1745 von Freiherr Rudolf Johann von Wrisberg (1677–1764) im Stile des Barocks errichtet. Vor der dreiflügeligen Schlossanlage befinden sich auf einem Gutshofgelände sechs große barocke Wirtschaftsgebäude, zwischen deren schmalem Durchlass sich die alte Hauptzufahrt zum Schloss befindet. Hinter dem Schloss befand sich während des 18. Jahrhunderts ein Barockgarten, der im 19. Jahrhundert zum englischen Landschaftspark umgestaltet und ausgeweitet wurde und seit 1984 als „Alter Schlosspark Wrisbergholzen“ unter Naturschutz steht. Das Schloss ist als „Denkmal von nationaler Bedeutung“ anerkannt.

## Vorgeschichte
Die erste urkundliche Erwähnung der Herren von Wrisberg erfolgte um 1350. Das Rittergut in Wrisbergholzen befindet sich seit 1403 im Besitz der Familie, deren wirtschaftliche Basis und vor allem auf der Verpachtung von Land beruhte. Anfangs wurde der Familie Wrisberg der Landbesitz als Lehen durch die Bischöfe von Hildesheim gewährt, später teilweise durch die Herzöge von Braunschweig-Lüneburg. 1633 wurde das Hauptgut in Wrisbergholzen zum Allod der Familie Wrisberg. Es vergrößerte sich im Laufe der Zeit durch Erwerbungen anderer Güter, wie Brunkensen, Wesseln seit 1600 und Irmenseul seit 1734.
Nach dem Aussterben des Geschlechts der Freiherren von Wrisberg im Jahre 1764 fielen die Besitzungen auf dem Erbwege an die Familie der Freiherren von Schlitz genannt von Görtz, die bereits seit 1707 Rittmarshausen besaß und 1840 Limmer dazu erwarb. 1817 erhielten sie den Grafenstand unter dem Namen von Schlitz genannt von Görtz und von Wrisberg, kurz von Görtz-Wrisberg. Alle genannten Güter waren bis zum 19. Jahrhundert zum Allod umgewandelt.
Vorläufer der 1745 fertiggestellten Schlossanlage war eine mittelalterliche Burganlage, die bereits 1403 erwähnt wurde. Im 16. Jahrhundert wurde diese durch eine erste Schlossanlage ersetzt, die auf eine Karte von 1589 abgebildet ist. Über einen Wassergraben führt eine Steinbrücke zu einem Torhaus. Beim Schloss selbst handelt es sich um ein Gebäude in Steinbauweise mit Renaissanceformen, welches zwei Geschosse und zwei Gebäudeflügel aufweist. Während des Dreißigjährigen Krieges wurde die Anlage 1627 durch eine Bande räuberischer Soldaten, die die Gegend verheerten, geplündert.

## Geschichte
Das heutige Schloss ließen Freiherr Rudolph Johann von Wrisberg, damals Präsident des Oberappellationsgerichts Celle, und seine Ehefrau Christiane Henriette von Schlitz, genannt von Görtz, zwischen 1740 und 1745 errichten. Zur Bauausführung verpflichteten sie als Baumeister die architekturgeschichtlich kaum in Erscheinung getretenen Gebrüder Bütemeister aus Moringen. Die regelmäßige Ausprägung der Barockanlage lässt das Einbeziehen des Vorgängerbaus als unwahrscheinlich erscheinen und spricht für dessen vorherigen Abbruch. Übernommen wurde jedoch ein das Schloss umschließender Wassergraben mit Zufahrtsbrücke der später im Zuge der Gartengestaltungen teilweise verfüllt wurde.
Während des Zweiten Weltkrieges wurden die Schlossbesitzer enteignet und mussten ihren Wohnsitz verlassen. In den Räumen wurde eine Bildstelle mit Fotolaboren eingerichtet, um Luftbilder des nahe gelegenen Feldflugplatzes Wernershöhe, südwestlich von Wrisbergholzen, zu bearbeiten. Nach dem Krieg waren 28 Flüchtlingsfamilien bis 1946 auf dem Adelssitz untergebracht, so dass dort zeitweise rund 200 Personen lebten. Unter den Flüchtlingen waren zahlreiche Adelsfamilien, die aus ihrer Heimat im Osten des Deutschen Reiches geflüchtet oder vertrieben worden waren, unter anderen der Bürgermeister von Breslau. Der schlesische Adelsforscher Hans Friedrich von Ehrenkrook, der im Schloss 1945 Zuflucht gefunden hatte, gründete in Wrisbergholzen das Deutsche Adelsarchiv, das dort bis 1951 seinen Sitz hatte.

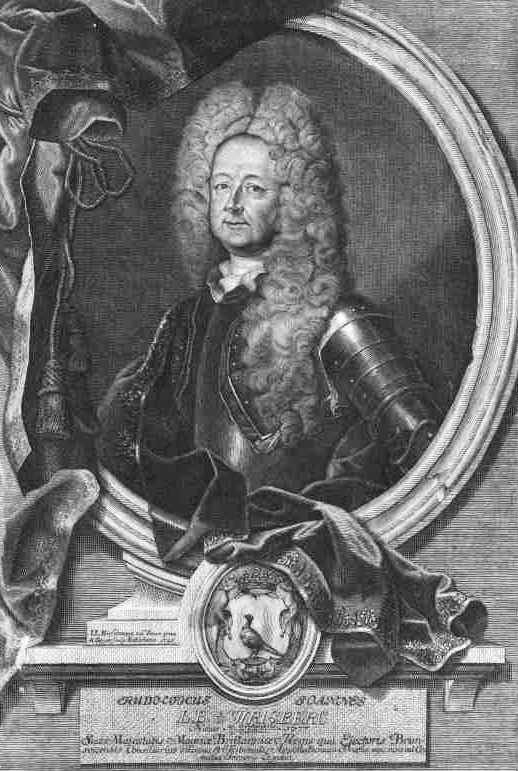
Erbauer des Schlosses: Freiherr Rudolf Johann von Wrisberg (1677–1764)
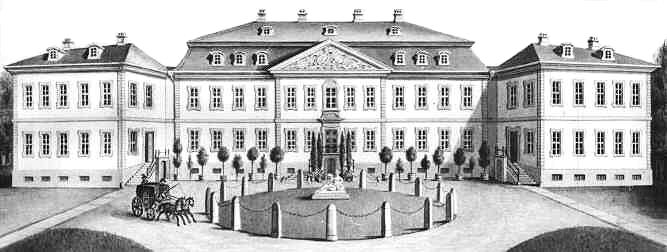
Schlossanlage mit Mittelbau und Seitenflügel um 1850
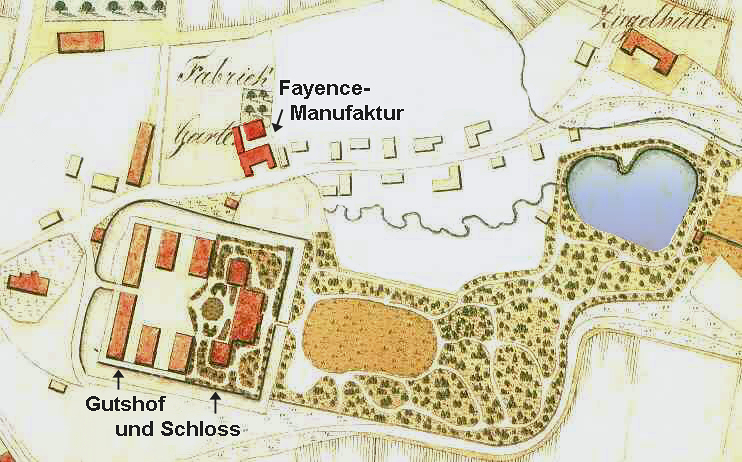
Lageplan von Schloss, Gutshof und Schlosspark um 1850

## Baubeschreibung

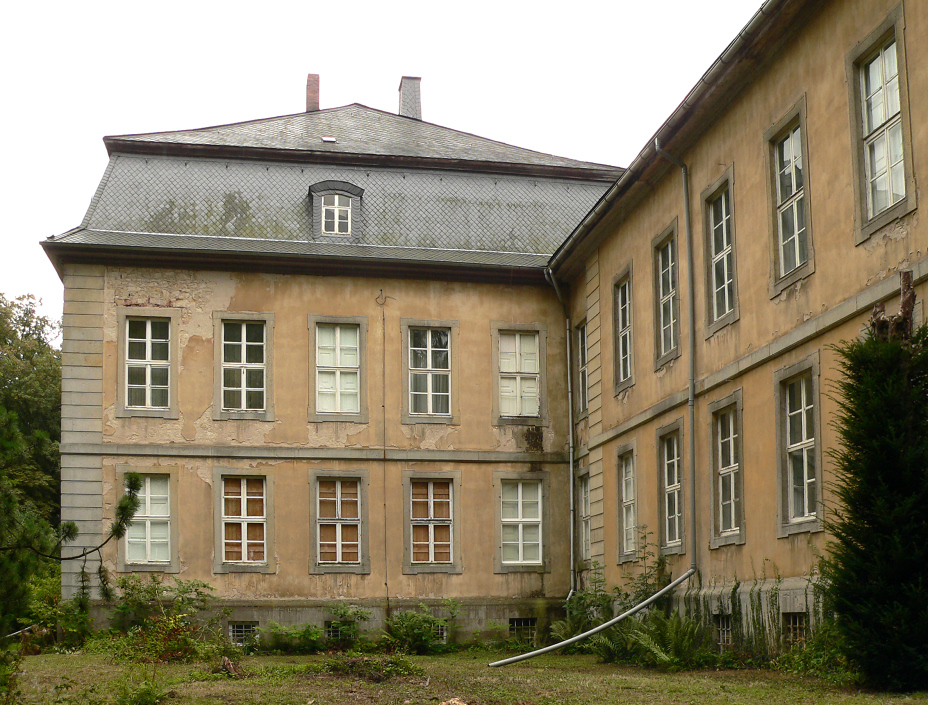
Gartenseite mit Mittelbau (links) und Seitenflügel (rechts), in dem sich das Fliesenzimmer befindet (2011)

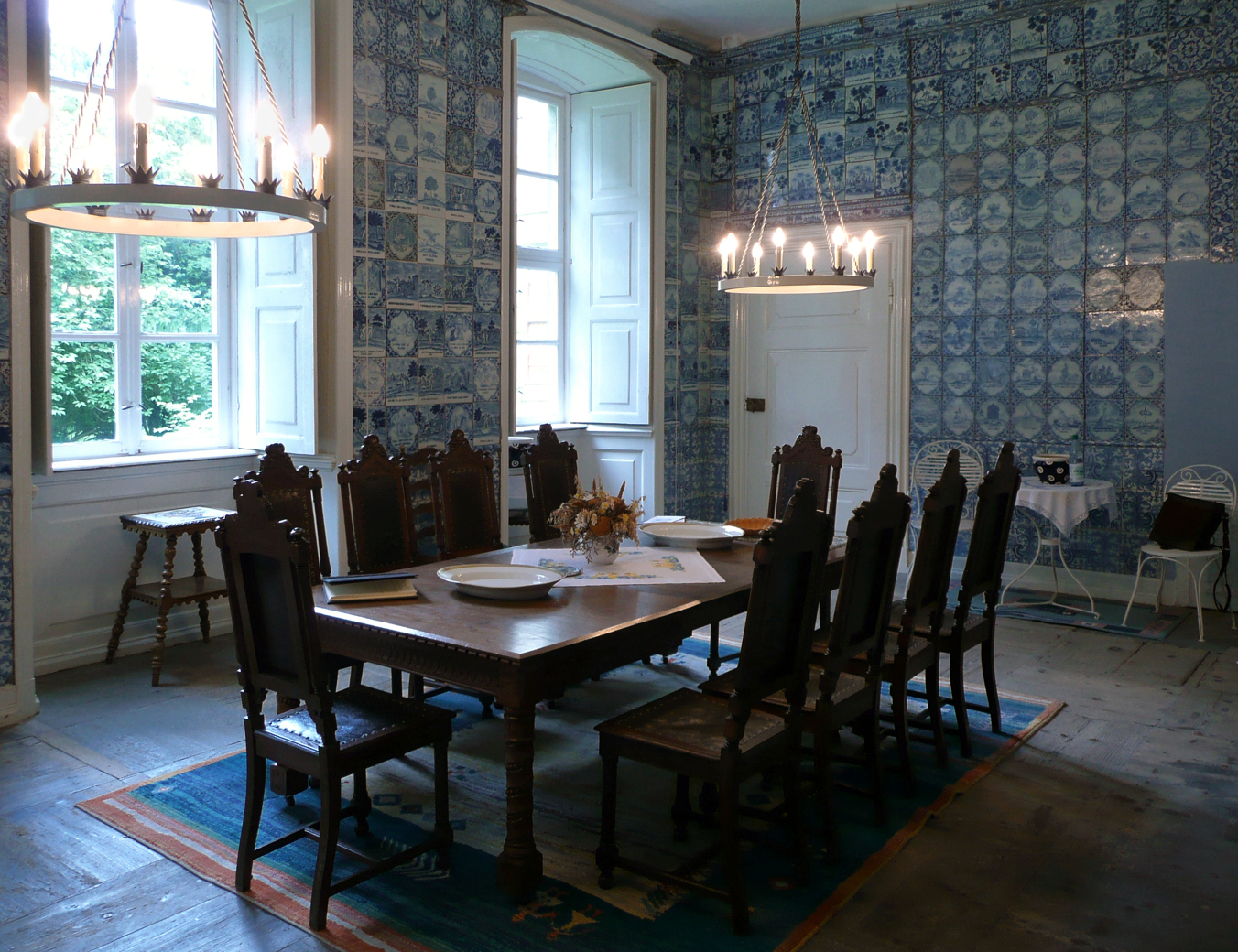
Fliesenzimmer

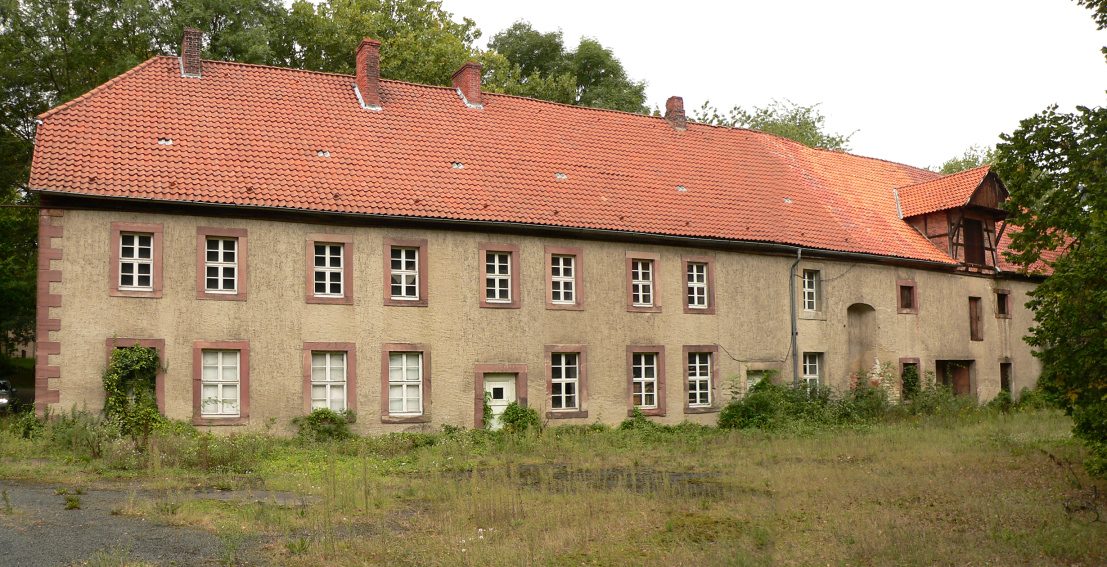
Eines der acht Wirtschaftsgebäude: Gesindehaus mit Brauhaus und Speicher (2011)

### Schloss
Die Schlossanlage besteht aus einem etwa 40 Meter breiten zweigeschossigen Mitteltrakt mit Mittelrisalit, den eine Freitreppe und ein Dreiecksgiebel betonen. Der kunstvoll verzierte Giebel weist Ornamente und das Wappen der Adelsfamilien von Wrisberg sowie derer von Goertz auf und enthält die Jahreszahl 1745 als Baujahr des Schlosses. Die etwa 20 Meter breiten zweigeschossigen Seitenflügel treten rechtwinklig vor den Mitteltrakt. Ausgeführt ist der Baukörper als Massivbau mit verputztem Bruchsteinmauerwerk, wobei Eckquaderungen und weitere Gliederungen aus Sandstein bestehen. Die Mansarddächer sind überwiegend mit Schiefer belegt. Auf der Gebäuderückseite führt eine Freitreppe zum Park. Nennenswerte Räumlichkeiten des Schlossinneren mit 64 Zimmern sind die große Eingangshalle sowie der Gartensaal. In der Beletage erstreckt sich der Weiße Saal als Prunksaal mit Stuckarbeiten über zwei Geschosse.

### Fliesenzimmer
Bekannt ist Schloss Wrisbergholzen für sein Fliesenzimmer mit 800 Emblemfliesen, die nach Art holländischer Innenräume die Wände eines Raums im nördlichen Seitenflügel vollständig bedecken. 680 der großformatigen blauweißen Wandfliesen entstanden in der Zeit um 1750 in der Fayence-Manufaktur Wrisbergholzen. Alle Emblemfliesen sind Unikate und wurden vom Maler Johann Christoph Haase bemalt. Sie zeigen emblematische Motive, die auf literarischen Vorlagen aus dem 16./17. Jahrhundert von Joachim Camerarius, Otto van Veen und Diego Saavedra basieren. Die Fliesen behandeln die Lebensbereiche Wissenschaft, Diplomatie und Kunst. In bildlichen Darstellungen und Sinnsprüchen spiegeln sie Lebensweisheiten und Vorstellungen der Renaissancezeit wider. Sie sind in französischer, lateinischer und italienischer Sprache beschriftet. Außerdem gibt es einen zwölfteiligen Jahreszyklus.
Das Zimmer wurde von der gräflichen Familie früher als Studierzimmer und im Sommer als Speisesaal genutzt. Wahrscheinlich diente es auch als Ort gesellschaftlicher Veranstaltungen oder für Gesprächskreise.

### Gutshof
Der Gutshof und das dahinter liegende Schloss sind über eine Brücke über einen Wassergraben zugänglich. Der Zugang wird beidseitig von ehemaligen Gesindehäusern eingefasst. Seitlich schließen sich ein Brauhaus und Speicherräume an. Weitere Gebäude sind vier symmetrisch angeordnete Ställe und Scheunen. Wie auch das Schloss sind die Wirtschaftsgebäude in Massivbauweise mit Putzfassaden ausgeführt. Früher befanden sich auf dem Gelände zwei Wassermühlen an einem Wasserlauf mit angestauten Teichen, die heute nicht mehr bestehen.

## Schlosspark
Mit dem Bau des Schlosses wurde Mitte des 18. Jahrhunderts an dessen Rückseite ein Barockgarten mit geometrischem Grundriss angelegt. Er wies eine typische Gliederung mit einer schlossnahen Beetzone und einer weiter entfernten Heckenzone auf. Ende des 18. Jahrhunderts weitete sich der Garten auf neun Hektar aus und wurde zum englischen Landschaftspark. Als zusätzliche Elemente kamen unter anderem zwei Teiche, ein Wasserfall mit Grotte, ein Teetempel auf einem künstlichen Hügel sowie die gräfliche Gruft hinzu. Am Rande des Parks wurde 1860 eine Orangerie errichtet. Der Park wurde 1984 als Alter Schlosspark Wrisbergholzen unter Naturschutz gestellt. Von der Anlage her handelt es sich um ein herausragendes Beispiel eines historischen Landschaftsgartens. Seit Jahrzehnten befindet er sich in einem vernachlässigten Zustand.

### Teetempel
Um 1800 entstand im Park ein achteckiger Teetempel auf einem künstlichen Hügel, der den Gartenhöhepunkt darstellte. Er diente der gräflichen Familie als Aufenthaltsort im Freien und wurde für kleine Teegesellschaften genutzt. Der hölzerne Bau war Ziel und Ausgangspunkt von Sichtachsen, die durch den Garten und darüber hinaus in die freie Landschaft führten. Ende der 1990er Jahre drohte der Teetempel einzustürzen und wurde von 2001 bis 2003 restauriert. Er gilt als eines der letzten Beispiele eines reinen Holzgebäudes in Deutschland aus der Zeit des Aufkommens von Landschaftsgärten Anfang des 18. Jahrhunderts.

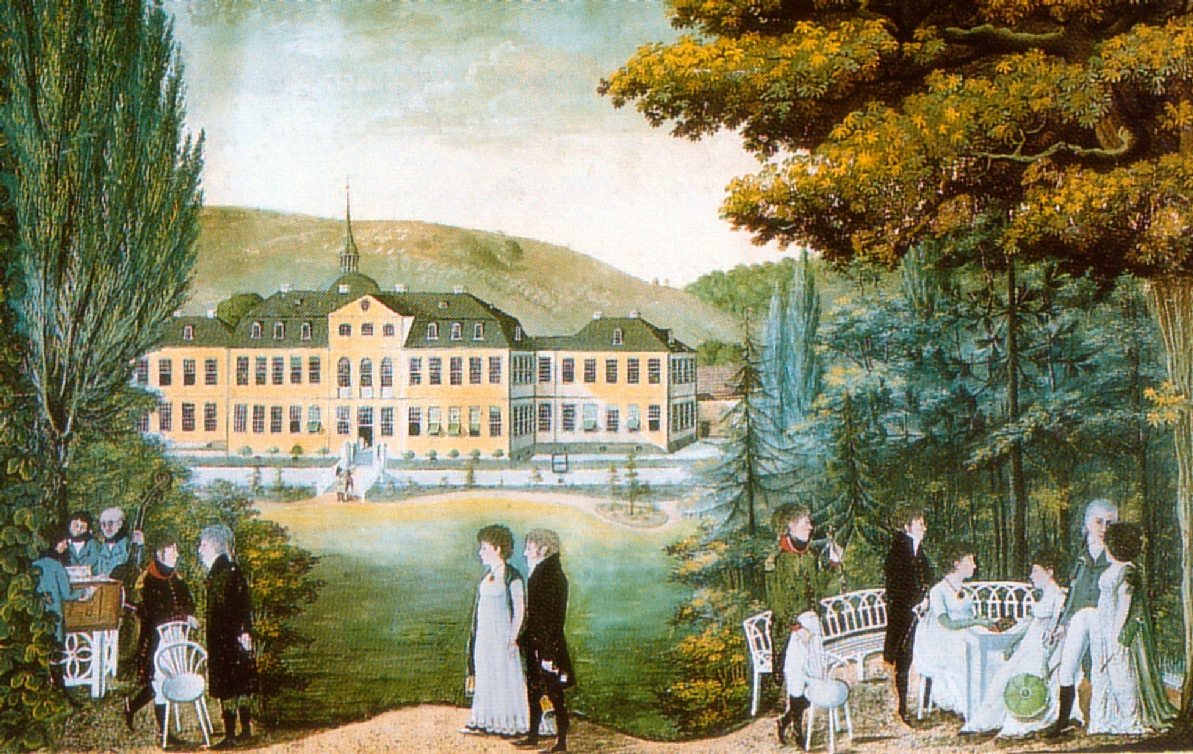
Landschaftspark und Schloss um 1810
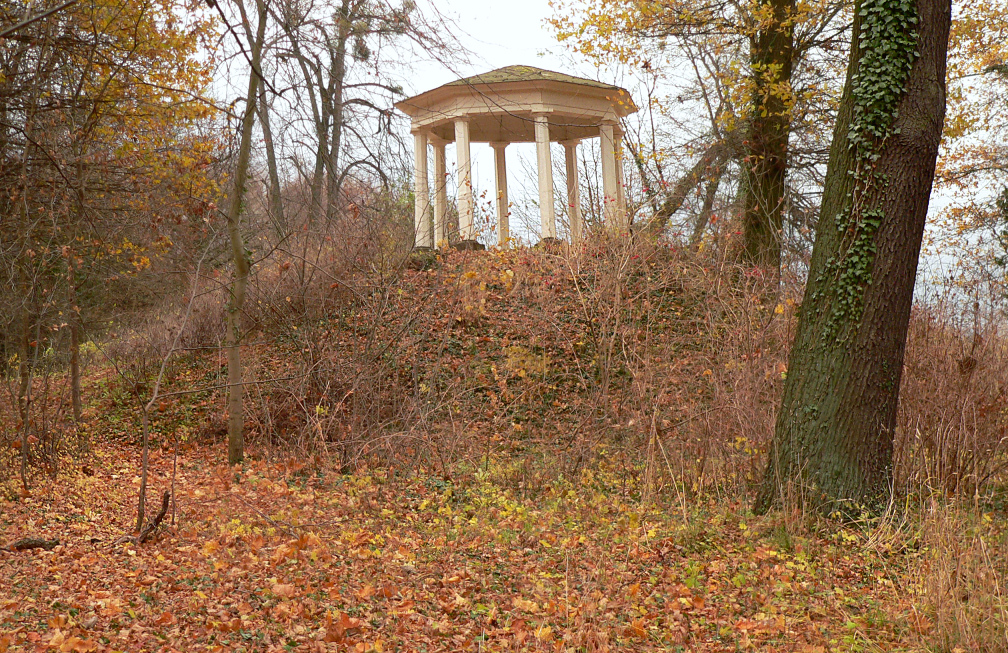
Teetempel auf künstlichem Hügel im Landschaftspark, 2011
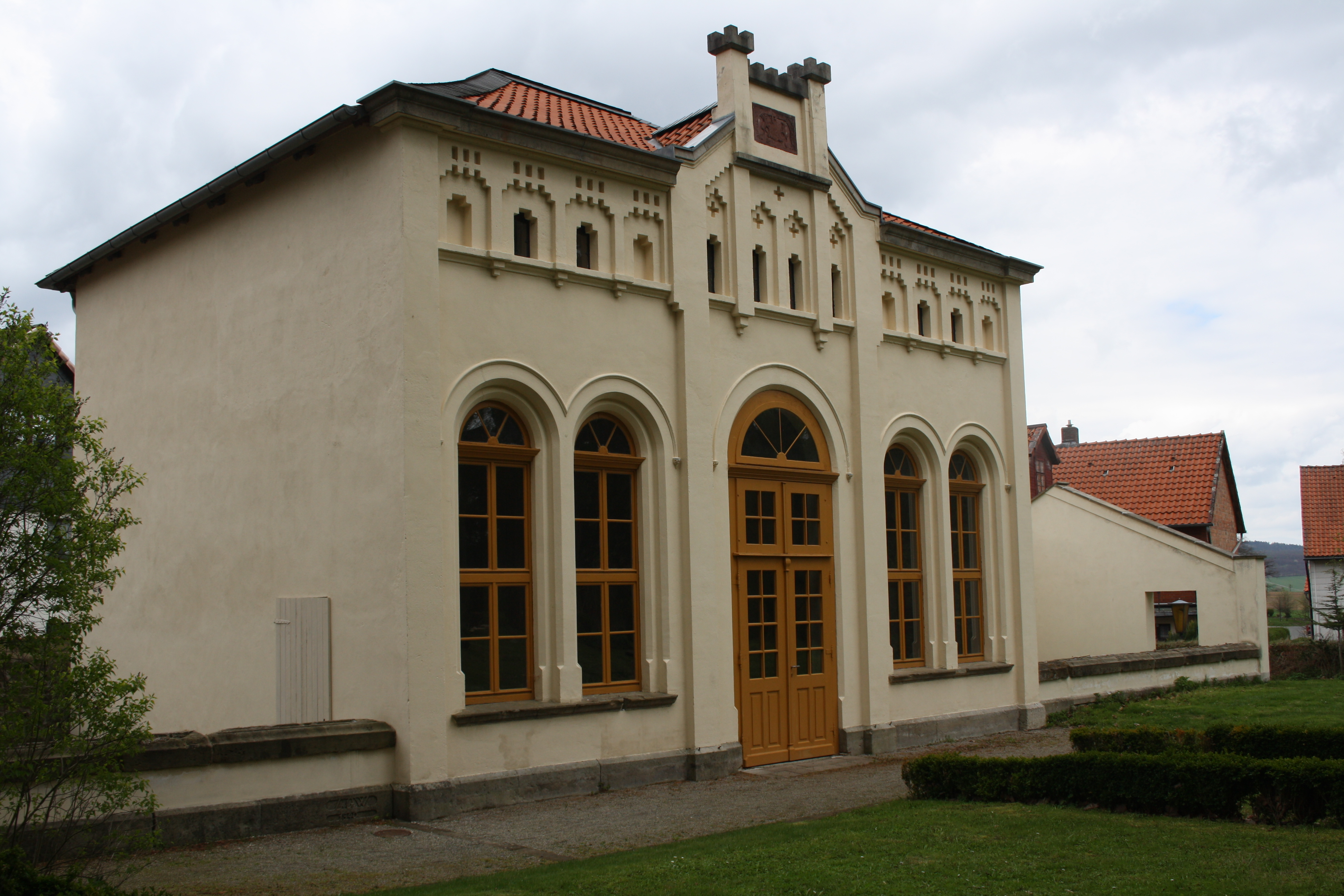
Orangerie, 2017
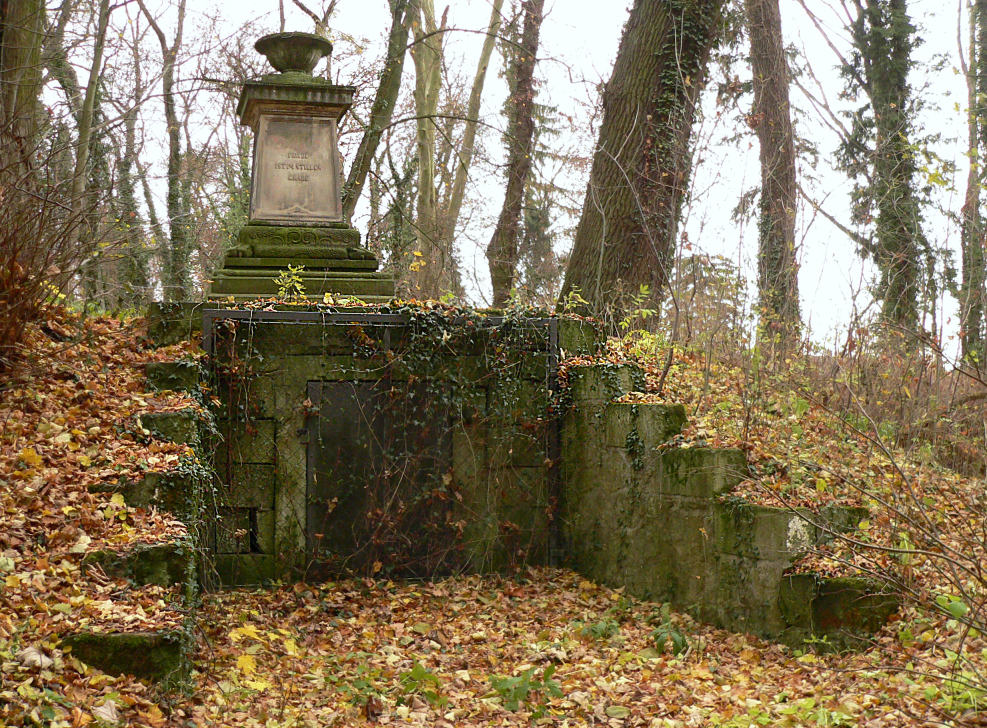
Grabmal und Gruft im Park für Graf Werner von Görtz-Wrisberg (1779–1860), 2011
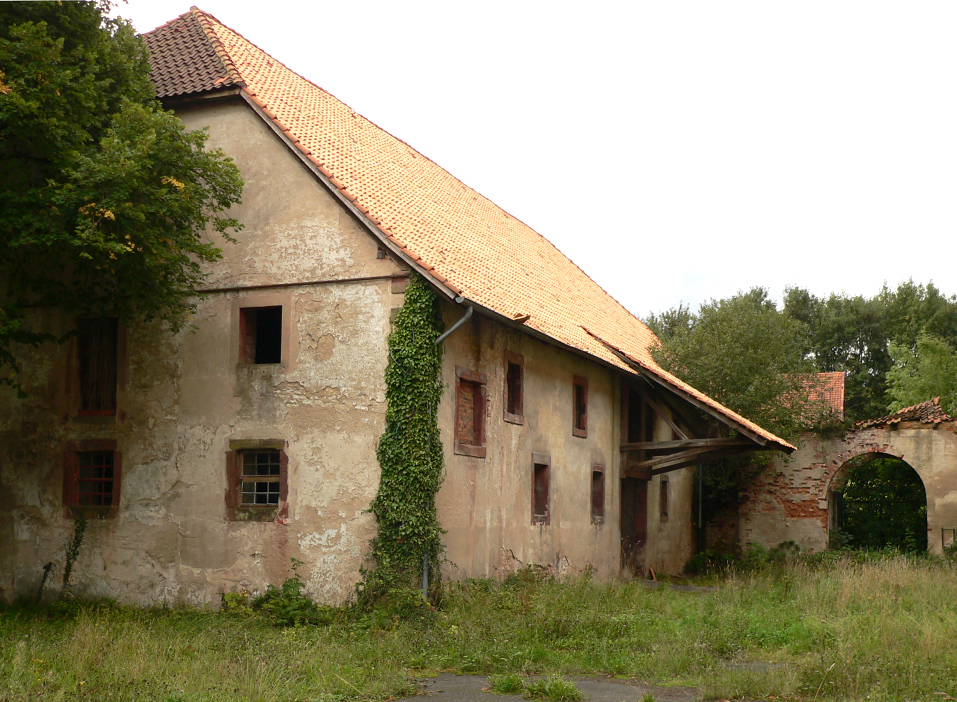
Scheunen des Gutshofes, 2011

## Zustand der Bauten und Anlagen

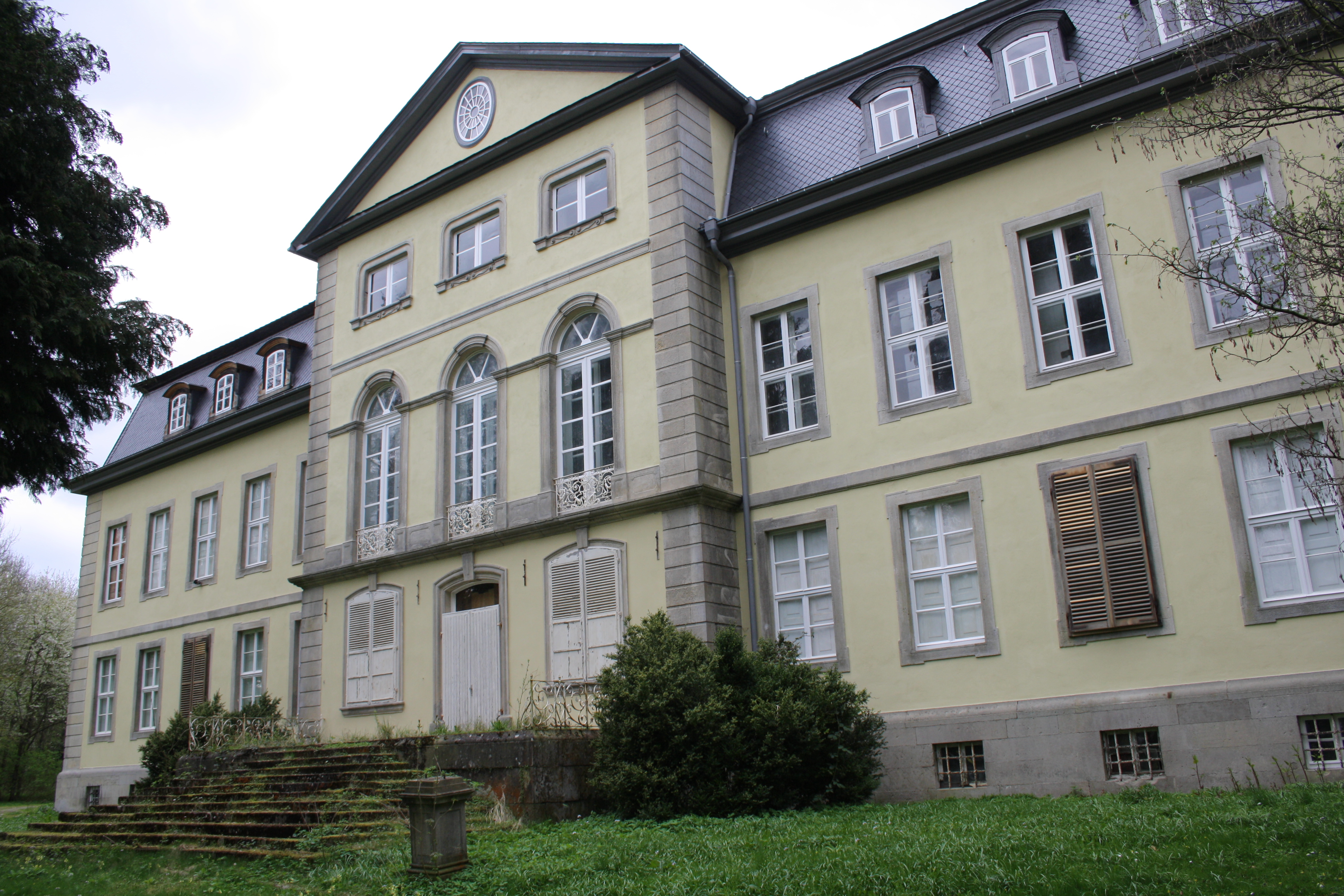
Gartenseite mit Freitreppe (2017)

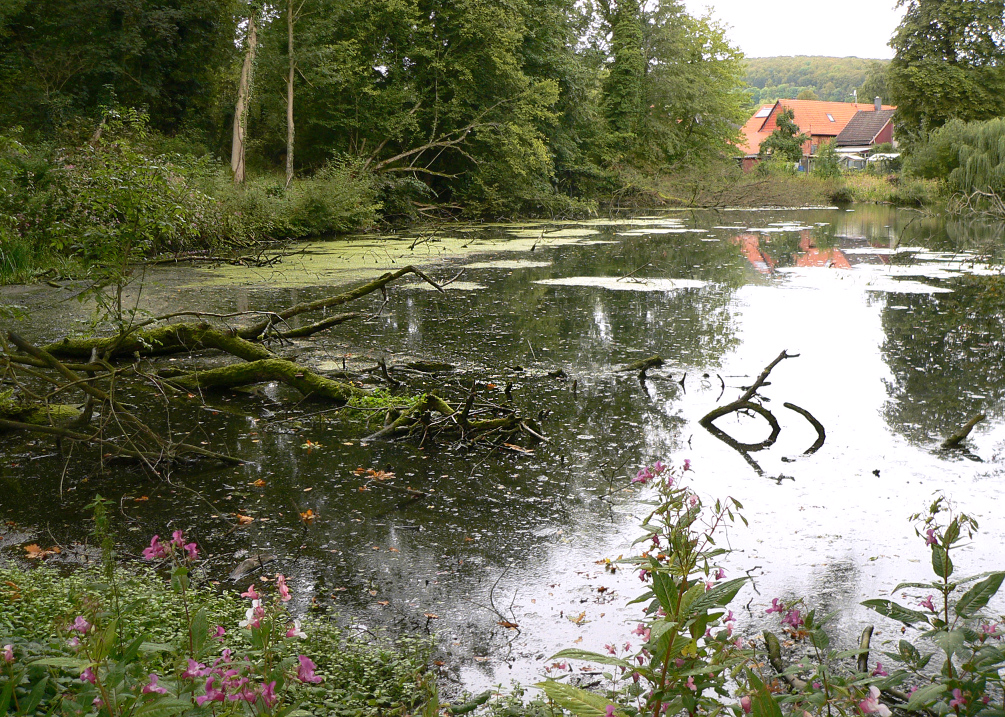
Verlandender Teich im Park mit verrotteten Bäumen und Ästen (2011)

Schloss und Park fielen nach dem Zweiten Weltkrieg in einen Dornröschenschlaf. Der Schlosseigentümer Graf Georg Heinrich von Goertz-Wrisberg verfügte nicht mehr über die erforderlichen Finanzmittel für Renovierungen und Gartenpflege. Die landwirtschaftliche Nutzung des Gutshofes erfolgte seit etwa 1970 nicht mehr. Nach dem Tod des Eigentümers 1976 wurde das Schloss nur noch von seiner Witwe Eleonore, die Tochter eines Hildesheimer Briefträgers, bis 2013 bewohnt. Nach ihrem Tod 2016 ist die weitere Zukunft des Schlosses nicht geklärt.
Seit Jahrzehnten befinden sich sämtliche Gebäude, Wege und Gartenanlagen des Schlosses in einem vernachlässigten und sanierungsbedürftigen Zustand. Die bisherigen Arbeiten beschränkten sich auf Notsicherungen der Gebäudesubstanz, etwa an Dächern, um weiteren Verfall zu stoppen. 2009 wurde das Schloss u. a. in ein Bundesförderprogramm zur Sanierung gefährdeter Kulturdenkmäler aufgenommen. Der aktuelle Eigentümer, Alexander Graf von Goertz-Wrisberg, schätzte damals die Sanierungskosten auf rund eine Million Euro. Von 2012 bis 2016 fanden umfangreiche Sicherungs- und Restaurierungsarbeiten an Dächern und Fassaden des Schlosses statt, um es als Baudenkmal zu erhalten. Insgesamt sind rund 1,8 Millionen Euro investiert worden. Sie wurden von der Deutschen Stiftung Denkmalschutz gefördert. Die Inneninstandsetzung und Wiedernutzung des aktuell leerstehenden Schlosses sowie der Wirtschaftsgebäude des Gutshofs steht aus. Seit etwa den 2010er Jahren ist Schloss Wrisbergholzen ein beliebter Drehort als Kulisse geworden, insbesondere für Innenaufnahmen.
Die Orangerie wurde in den Jahren 2013 und 2014 saniert. und wird seither für Kunst- und Kulturveranstaltungen genutzt. 2015 erwarb der Verein zur Erhaltung von Baudenkmalen in Wrisbergholzen das Gebäude.

## Verein zur Erhaltung der Baudenkmale
1984 gründete sich der Verein zur Erhaltung von Baudenkmalen in Wrisbergholzen. Die etwa 20 aktive Mitglieder umfassende Organisation beschäftigt sich auf ehrenamtlicher Basis mit der Erhaltung der historischen Gebäude im Gesamtensemble des Schlosses Wrisbergholzen, insbesondere um die ehemalige Fayencemanufaktur Wrisbergholzen. Seit 1996 führen die Vereinsmitglieder im Sommer, insbesondere am Tag des offenen Denkmals, fachkundige Führungen im Emblemfliesenzimmer des Schlosses und im Schlosspark durch. Seit 1999 kümmert sich der Verein verstärkt um die Pflege und Instandsetzung des verwilderten Schlossparks.